# Hemipilia crassicalcarata
Hemipilia crassicalcarata är en orkidéart som beskrevs av S.S.Chien. Hemipilia crassicalcarata ingår i släktet Hemipilia och familjen orkidéer. Inga underarter finns listade i Catalogue of Life.